# 알리안커
알리안커(네덜란드어: Alliance)는 수리남의 도시이다.